# Sussex
Pour les articles homonymes, voir Sussex (homonymie).
Le Sussex (prononcé en anglais : /ˈsʌs.ɪks/) est un comté traditionnel d'Angleterre. Il est situé dans le sud-est du pays, sur le littoral de la Manche, entre le Hampshire à l'ouest, le Surrey au nord et le Kent à l'est.
Le Sussex comprend deux cités : Chichester, son chef-lieu historique, et Brighton et Hove, composée de la réunion de Brighton et Hove, qui a acquis ce statut en 2000. Les autres villes majeures du Sussex sont Worthing, Crawley et Eastbourne, mais aussi Bognor Regis, Burgess Hill, East Grinstead, Hastings, Haywards Heath, Horsham, Littlehampton et Seaford.
Depuis 1968, tout le Sussex dispose de sa propre force de police, la Sussex Police. L'évêque anglican de Chichester a tout le Sussex comme diocèse.

## Étymologie
Sussex provient du moyen anglais Suth-sæxe, lui-même dérivé du vieil anglais Suth-Seaxe qui désigne le pays des Saxons du Sud, une tribu germanique arrivée dans la région au début du haut Moyen Âge. La première attestation du nom « Saxons du Sud » (latin : Australes Saxones) figure dans une charte de leur roi Nothhelm datée de l'an 689, mais cet ethnonyme est vraisemblablement en usage avant cette date.
Dans sa carte de 1645, le cartographe néerlandais Johannes Blaeu utilise le terme néolatin Suthsexia pour désigner ce comté.

## Histoire
Dans l'Antiquité, le territoire du Sussex est occupé par le peuple celtique des Regnenses, dont la capitale est Noviomagus Reginorum, l'actuelle Chichester. Un de leurs rois, Cogidubnus, devient un client de l'Empire romain après la conquête romaine de la Grande-Bretagne.
Après le départ des légions romaines, la région est occupée par des Germains qui fondent le royaume des Saxons du Sud. D'après la tradition rapportée par la Chronique anglo-saxonne, leur premier roi est Ælle, qui aurait débarqué en Angleterre en 477 et remporté plusieurs victoires sur les Bretons. Les Saxons du Sud sont convertis au christianisme au VIIe siècle, mais leur histoire est très mal connue, faute de sources écrites. Le territoire du Sussex est absorbé par le royaume du Wessex au IXe siècle et fait par la suite partie du royaume d'Angleterre. C'est dans le Sussex que prend place la bataille d'Hastings en 1066.
À partir du XIIe siècle, le Sussex est couramment divisé en deux parties :
- le Sussex de l'Ouest (West Sussex), dont la ville principale est Chichester ;
- le Sussex de l'Est (East Sussex), dont la ville principale est Lewes.

Le titre de duc de Sussex est créé en 1801 pour Auguste-Frédéric, le sixième fils du roi George III. Après sa mort sans enfants légitimes en 1843, le titre reste éteint jusqu'en 2018, lorsqu'il est recréé pour le prince Harry et son épouse Meghan Markle.